# Колокольчик сибирский
Колоко́льчик сиби́рский (лат. Campánula sibírica) — двулетнее травянистое растение из рода Колокольчик (Campanula). Распространён в Сибири, на Алтае, в Средней Азии и Европе.

## Ботаническое описание

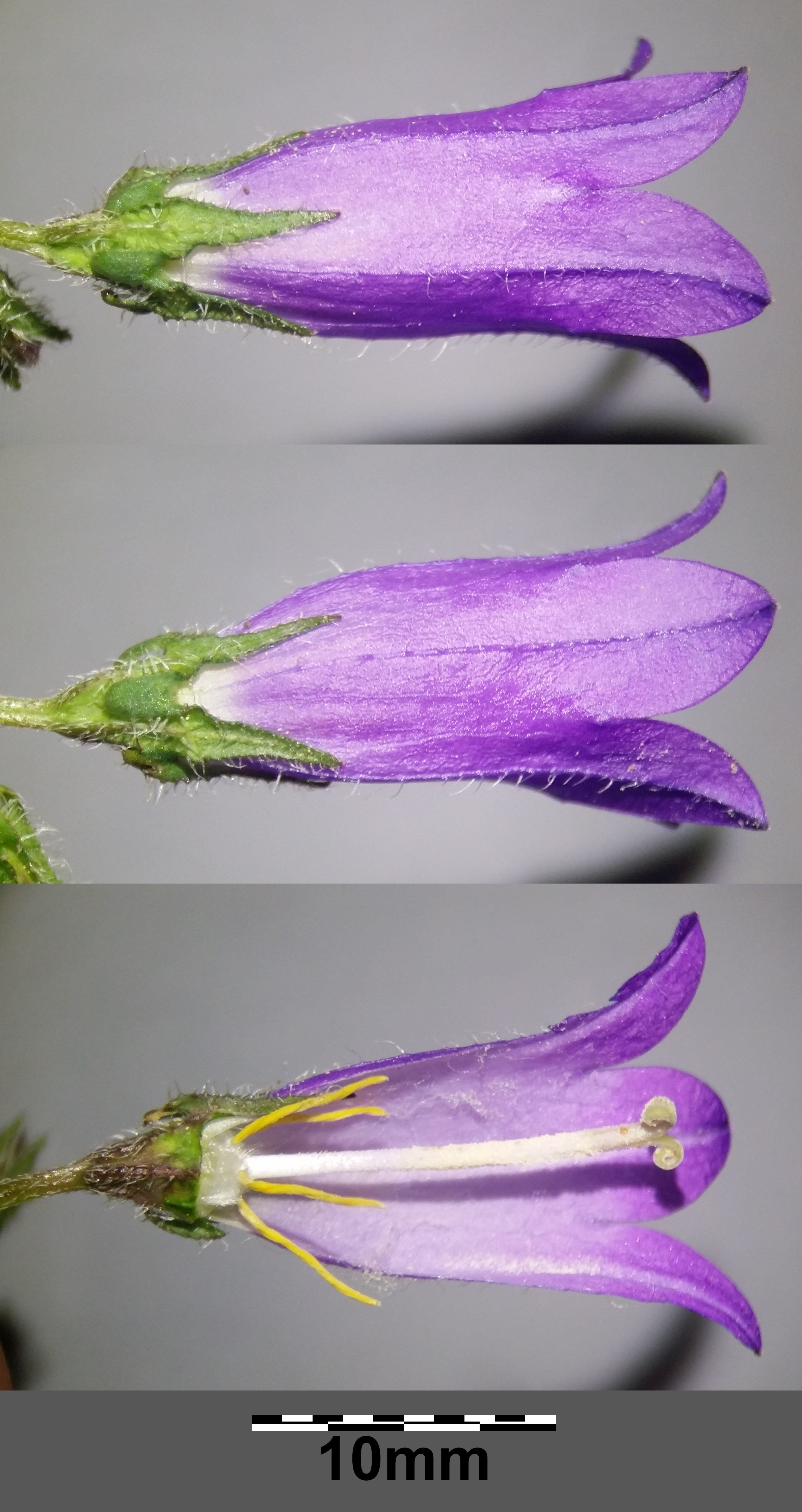
Строение цветка колокольчика сибирского

Высота растения — от 15 до 50 см. Все его части покрыты жёсткими волосками.
Корень твёрдый веретёнообразный, иногда разветвлён.
Стебель прямостоячий, часто ветвистый.
Верхние листья ланцетные, к концу заострённые, сидячие. Прикорневые — продолговатые тупые, сужаются в черешок.
Цветки на довольно длинных цветоножках, образуют метёлку. Венчик диаметром около 2 см, 1,5—2 см длиной, суженный к основанию, синего или лилового цвета. Рылец три. Время цветения — май-август.
Плод — серовато-бурая многосеменная коробочка.

## Химический состав
Части растения содержат алкалоиды (бетаин и холин), флавоноиды(кверцетин, антоцианы, и пр.).

## Значение и применение
По наблюдениям в Кабардино-Балкарии поедается западнокавказским туром (Capra caucasica).

## Классификация

### Таксономия
Campanula sibirica L., 1753, Sp. Pl. : 167
Вид Колокольчик сибирский относится к роду Колокольчик (Campanula) семейства Колокольчиковые (Campanulaceae) порядка Астроцветные (Asterales). Кладограмма в соответствии с Системой APG IV по состоянию на декабрь 2023 года:
|  |                                      |  |                                   |                                   |                           |  | ещё 10 семейств | ещё 10 семейств |                       |  |                          |  | еще 457 подтвержденных видов и 125 видов, ожидающих подтверждения | еще 457 подтвержденных видов и 125 видов, ожидающих подтверждения |  |
|  |                                      |  |                                   |                                   |                           |  | ещё 10 семейств | ещё 10 семейств |                       |  |                          |  | еще 457 подтвержденных видов и 125 видов, ожидающих подтверждения | еще 457 подтвержденных видов и 125 видов, ожидающих подтверждения |  |
|  |                                      |  |                                   | порядок Астроцветные              |                           |  |                 |                 | род Колокольчик       |  |                          |  |                                                                   |                                                                   |  |
|  |                                      |  |                                   | порядок Астроцветные              |                           |  |                 |                 | род Колокольчик       |  | 6 внутривидовых таксонов |  |                                                                   |                                                                   |  |
|  | отдел Цветковые, или Покрытосеменные |  |                                   |                                   | семейство Колокольчиковые |  |                 |                 | Колокольчик сибирский |  |                          |  |                                                                   |                                                                   |  |
|  | отдел Цветковые, или Покрытосеменные |  |                                   |                                   |                           |  |                 |                 |                       |  |                          |  |                                                                   |                                                                   |  |
|  |                                      |  | ещё 63 порядка цветковых растений | ещё 63 порядка цветковых растений |                           |  |                 | ещё 354 рода    | ещё 354 рода          |  |                          |  |                                                                   |                                                                   |  |
|  |                                      |  |                                   | ещё 63 порядка цветковых растений |                           |  |                 |                 | ещё 354 рода          |  |                          |  |                                                                   |                                                                   |  |

### Внутривидовые таксоны
- Campanula sibirica subsp. divergens (Waldst. & Kit. ex Willd.) Nyman
- Campanula sibirica subsp. elatior (Fomin.) Fed.
- Campanula sibirica subsp. hohenackeri (Fisch. & C.A.Mey.) Damboldt
- Campanula sibirica subsp. parviflora Ančev
- Campanula sibirica subsp. sibirica
- Campanula sibirica subsp. taurica (Juz.) Fed.

### Синонимы
- Campanula macrorhiza var. chymatophylla Vuk.
- Campanula paniculata Pohl
- Campanula sibirica var. hohenackeri (Fisch. & C.A.Mey.) Fomin
- Campanula undulata Moench
- Marianthemum sibiricum Schur
- Medium sibiricum Spach
- Nenningia paniculata Opiz